# Grote Prijs Raf Jonckheere 1973
De 23e editie van de Belgische wielerwedstrijd Grote Prijs Raf Jonckheere werd verreden op 23 juli 1973. De start en finish vonden plaats in Westrozebeke. De winnaar was Eddy Cael, gevolgd door Rudy De Groote en Daniel Vanryckeghem.

## Uitslag
| Grote Prijs Raf Jonckheere 1973 |                     |                                    |      |
| Plaats                          | Naam                | Ploeg                              | Tijd |
| Winnaar                         | Eddy Cael           | Novy-Romy Pils-Total-Dubble Bubble |      |
| 2                               | Rudy De Groote      | Novy-Romy Pils-Total-Dubble Bubble |      |
| 3                               | Daniel Vanryckeghem | Novy-Romy Pils-Total-Dubble Bubble |      |

1951 · 1952 · 1953 · 1954 · 1955 · 1956 · 1957 · 1958 · 1959 · 1960 · 1961 · 1962 · 1963 · 1964 · 1965 · 1966 · 1967 · 1968 · 1969 · 1970 · 1971 · 1972 · 1973 · 1974 · 1975 · 1976 · 1977 · 1978 · 1979 · 1980 · 1981 · 1982 · 1983 · 1984 · 1985 · 1986 · 1987 · 1988 · 1989 · 1990 · 1991 · 1992 · 1993 · 1994 · 1995 · 1996 · 1997 · 1998 · 1999 · 2000 · 2001 · 2002 · 2003 · 2004 · 2005 · 2006 · 2007 · 2008 · 2009 · 2010 · 2011 · 2012 · 2013 · 2014 · 2015 · 2016 · 2017 · 2018 · 2019 · 2020 · 2021 · 2022